# Ruinaulta
Le Ruinaulta, appelé aussi Canyon du Ruinaulta ou Gorges du Rhin, et parfois surnommé Grand Canyon Suisse, est un canyon située le long du Rhin antérieur, entre Ilanz/Glion et Reichenau, dans le canton des Grisons, en Suisse.

## Géographie

### Situation

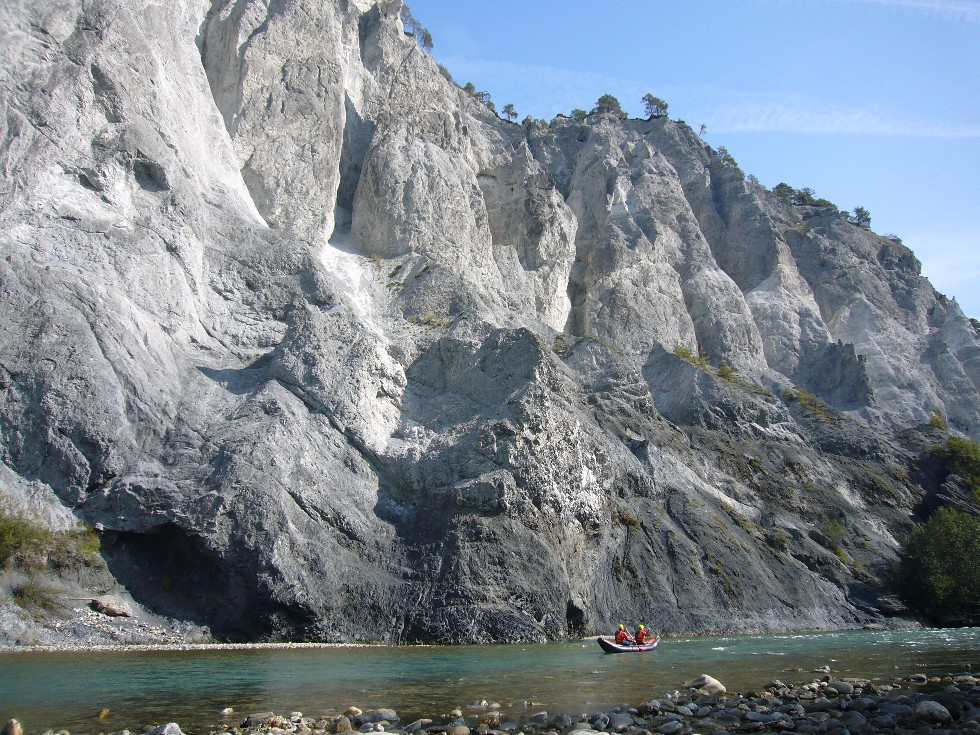
Le fond des gorges.

Le Ruinaulta, long de 5 200 mètres, se situe au centre du canton des Grisons, à une altitude variant de 1 118 à 586 mètres, sur une superficie de 8,327 km2.

### Géologie

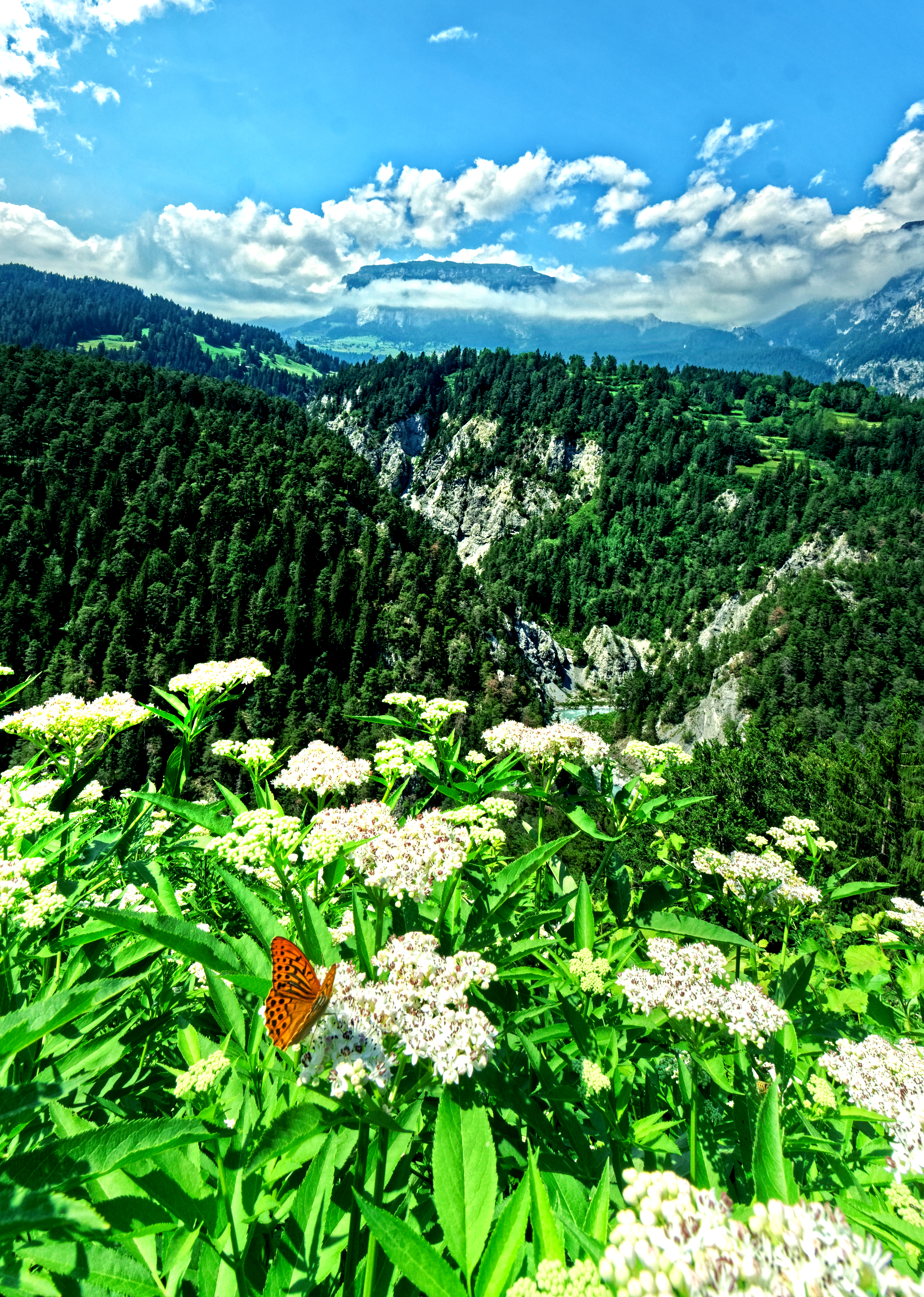
Le Ruinaulta vu depuis un pré.

Les gorges du Rhin sont principalement constituées de calcaire et de dépôts morainiques du Quaternaire.

## Histoire

Vue du Ruinaulta le 19 mars 1957.

Le Ruinaulta s'est formé il y a environ 10'000 ans. Un glissement de terrain de 7 km3 de roche, provenant du massif de Flims, était tombé sur la vallée du Rhin, recouvrant le Rhin antérieur. Durant plusieurs années, il creusa dans cette éboulis, donnant lieu au gorges du Rhin.